# Wałcz
Wałcz ([vawt͡ʃ] anhörenⓘ) – deutsch Deutsch Krone, niederdeutsch Düütsch Kroon, kaschubisch Wôłcz – ist eine Kleinstadt in der polnischen Woiwodschaft Westpommern. Sie ist Kreisstadt des Powiat Wałecki. Außerdem ist sie Amtssitz, aber nicht Teil der nach ihr benannten Gmina Wałcz (Landgemeinde Deutsch Krone).

## Geographische Lage
Die Stadt liegt im ehemaligen Westpreußen auf einem flachen Höhenzug, eingebettet in ein großes Buchenwaldgebiet, etwa 20 Kilometer nordwestlich von Piła (Schneidemühl), 130 Kilometer östlich von Stettin und 140 Kilometer südlich von Koszalin (Köslin). In der Nähe befinden sich der Schloss- und Radaunsee. Die Stadt ist ein beliebtes Ausflugsziel und wurde früher als „Perle der Grenzmarkstädte“ bezeichnet.

## Geschichte

Deutsch Krone in Westpreußen, südwestlich von Konitz und südlich von Neustettin in Hinterpommern, auf einer Landkarte von 1908

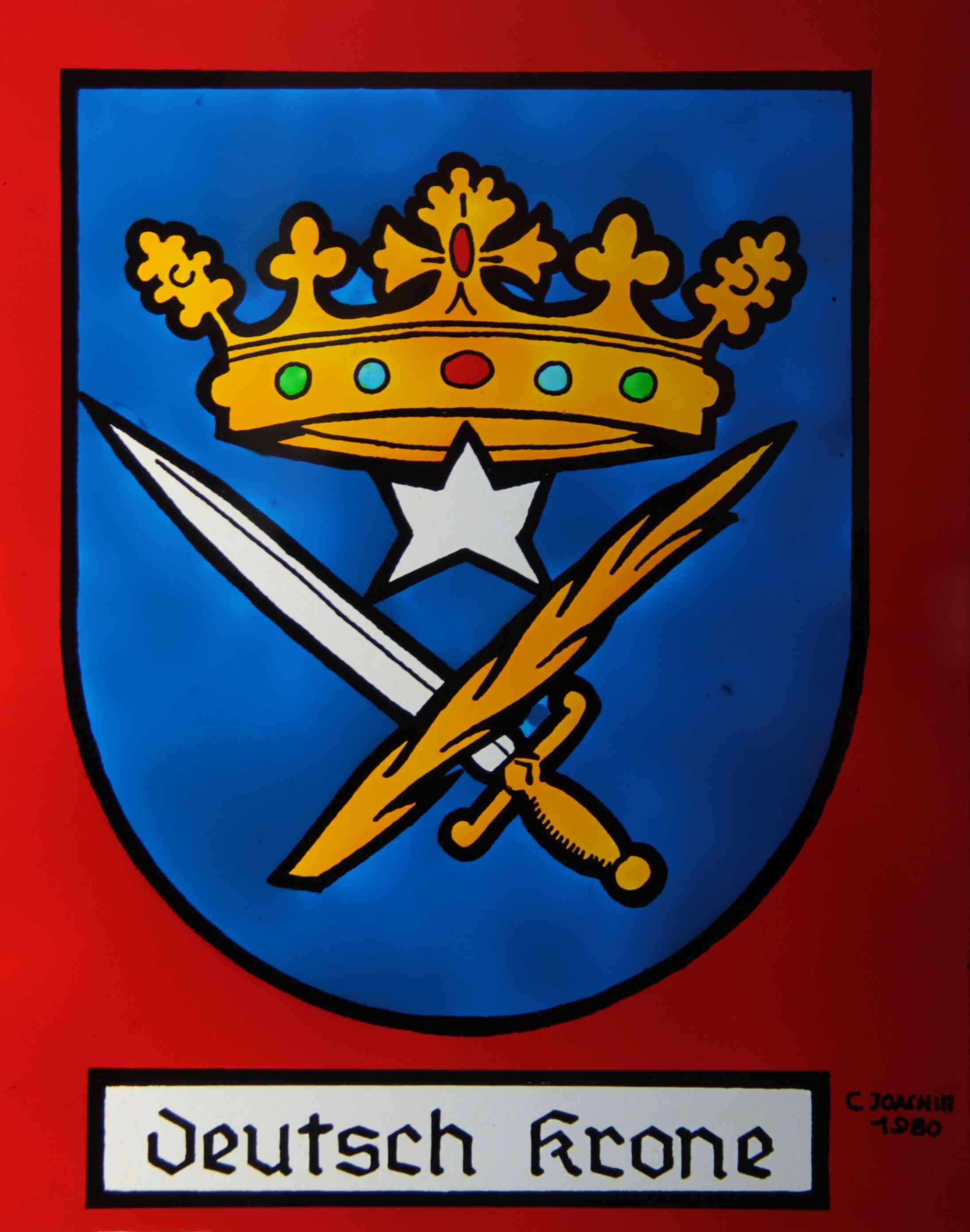
Wappen Deutsch Krone

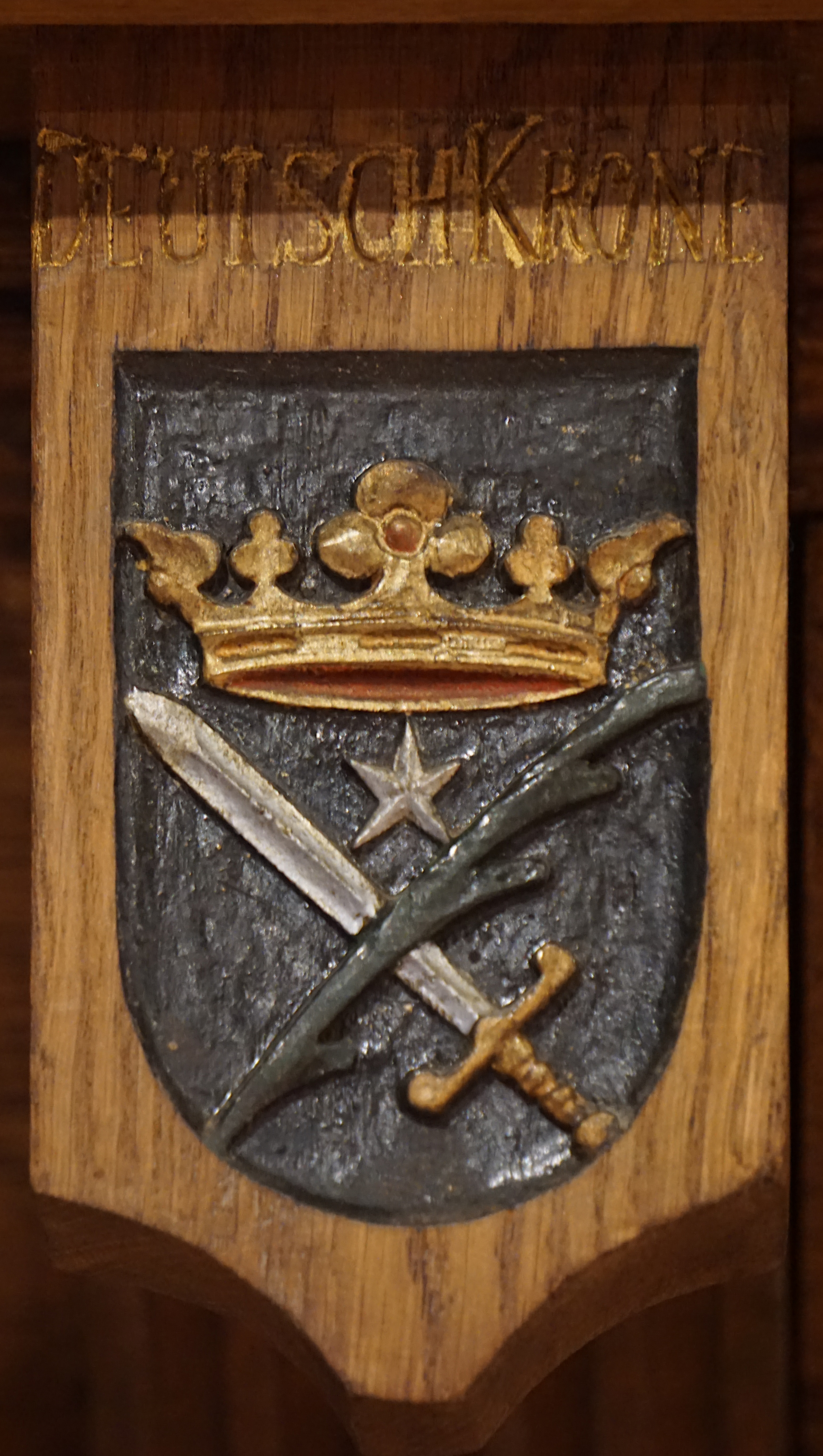
Wappen von Deutsch Krone im Plenarsaal des altstädtischen Rathauses in Danzig

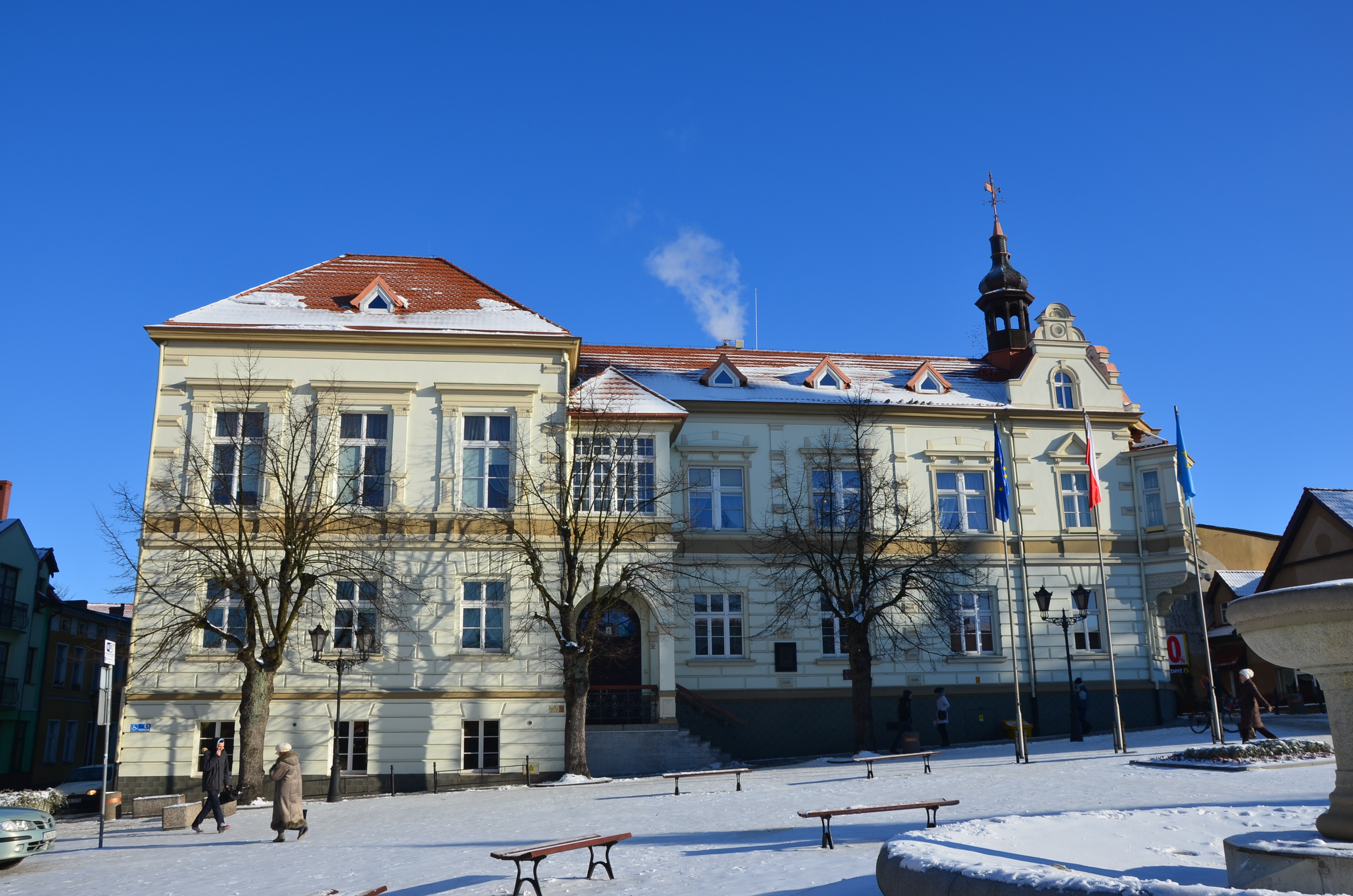
Rathaus

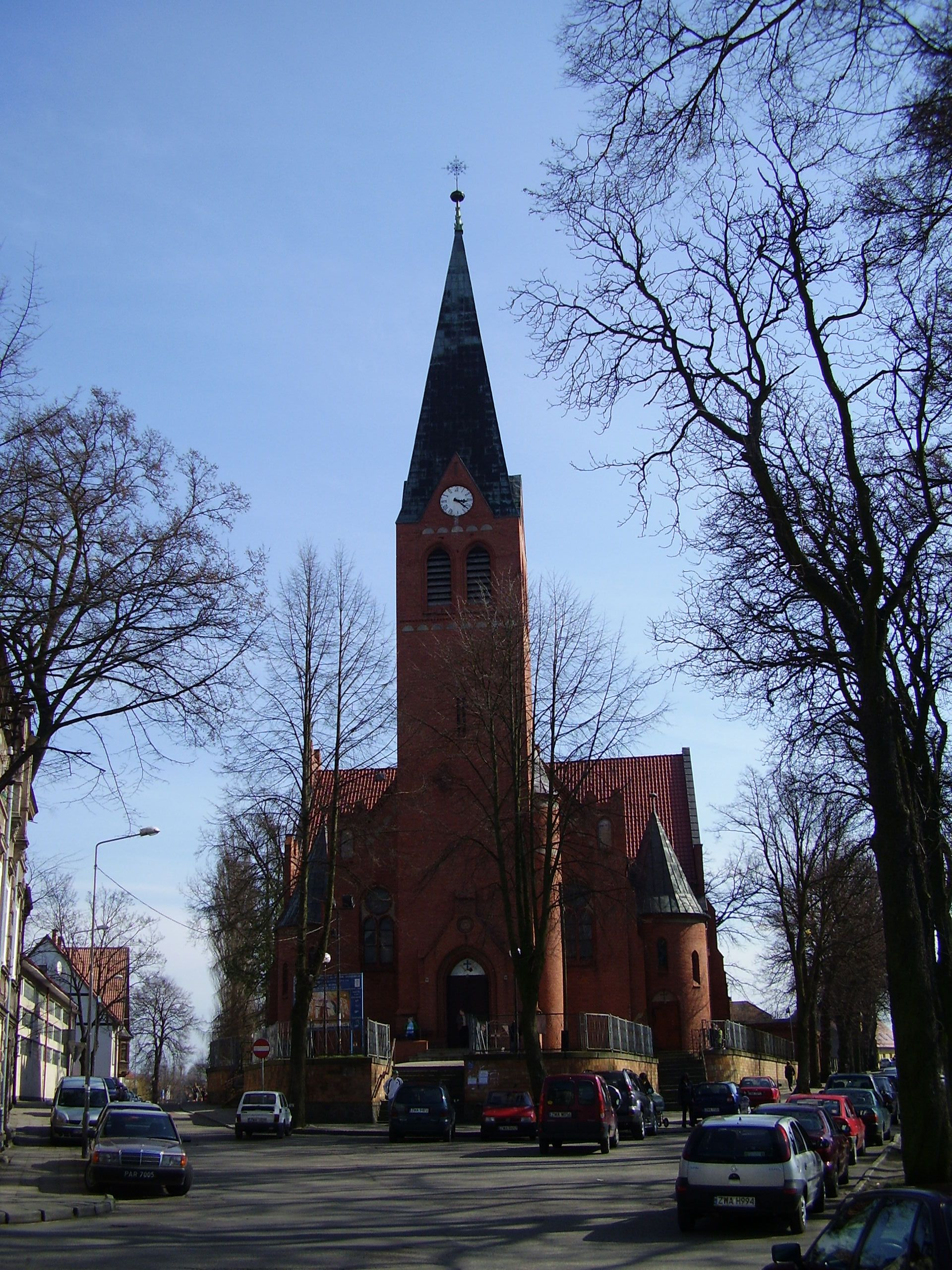
St.-Antonius-Kirche, ehemals evangelisch

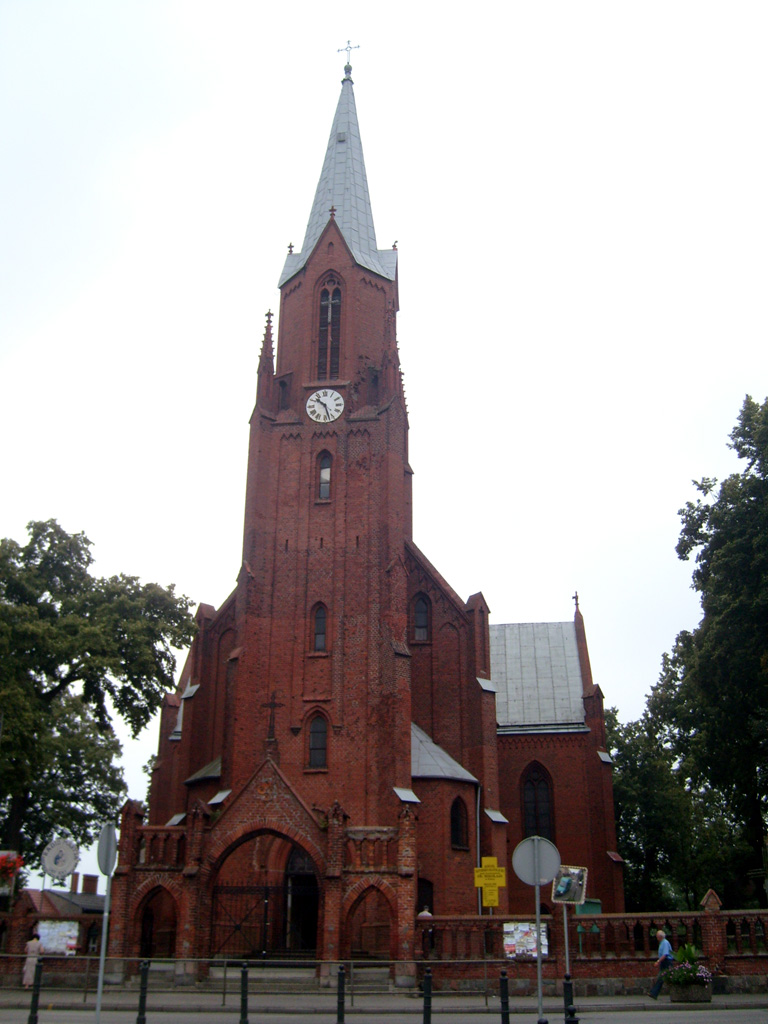
Nikolauskirche

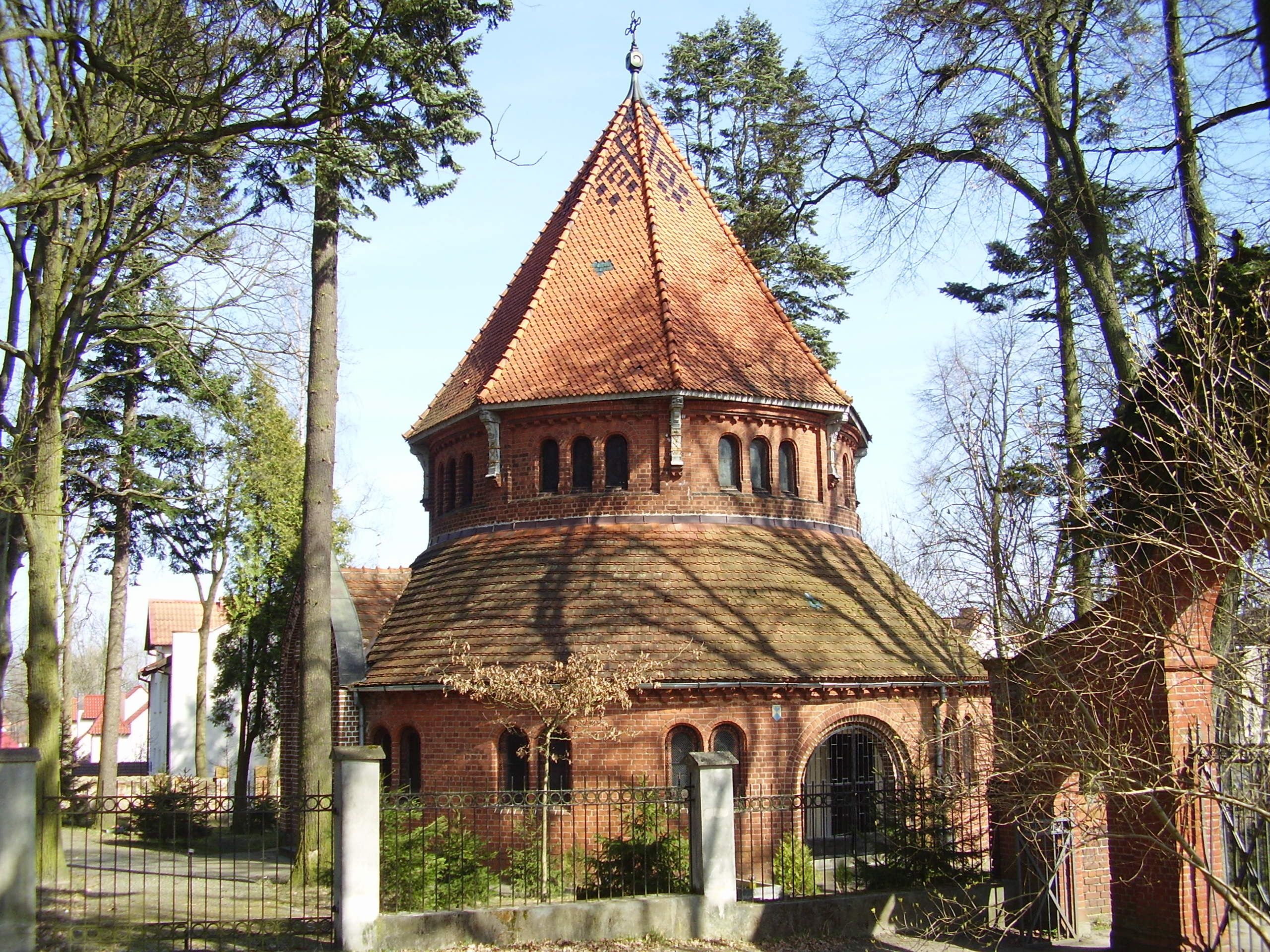
Orthodoxe Kirche

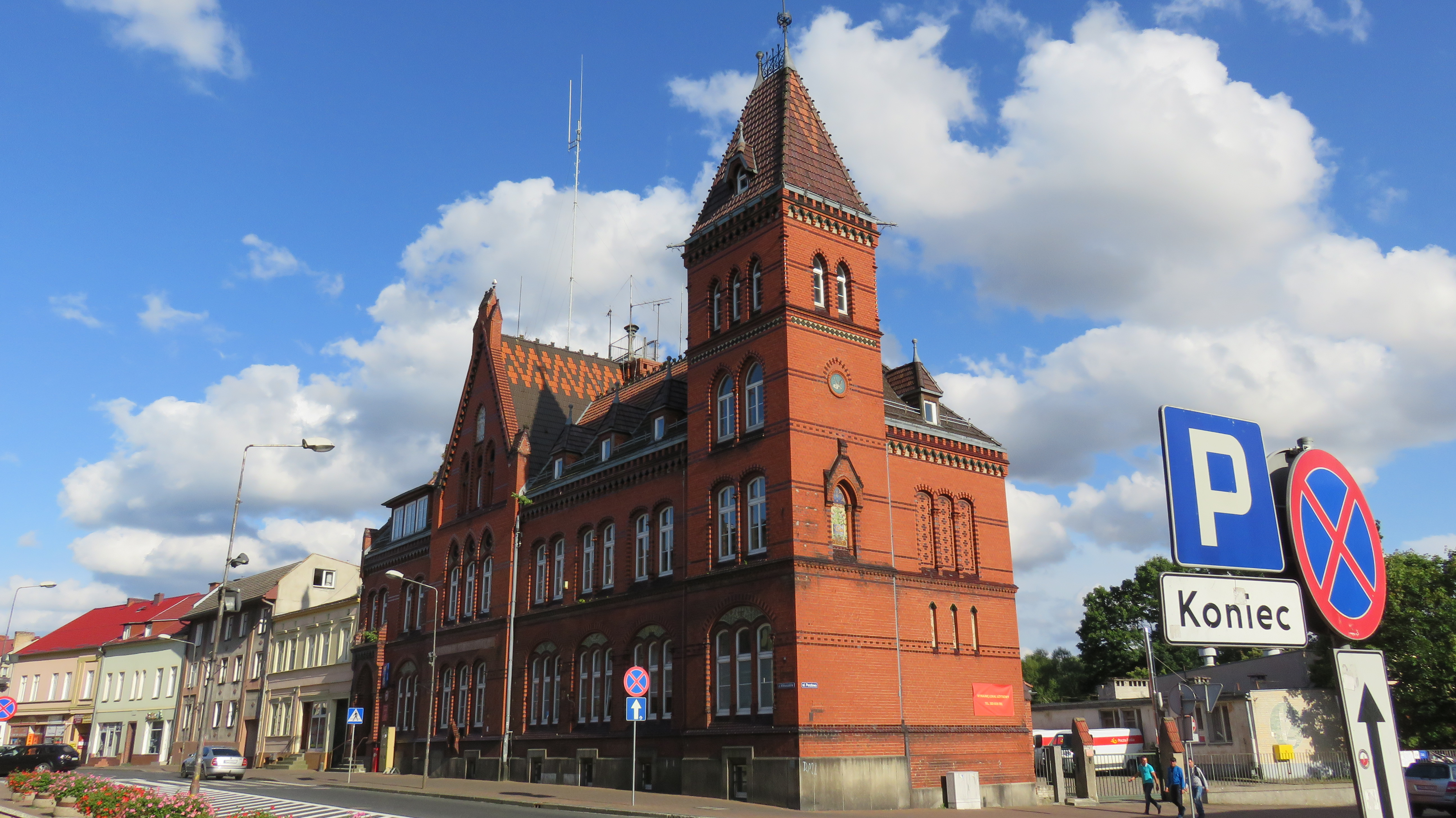
Postgebäude

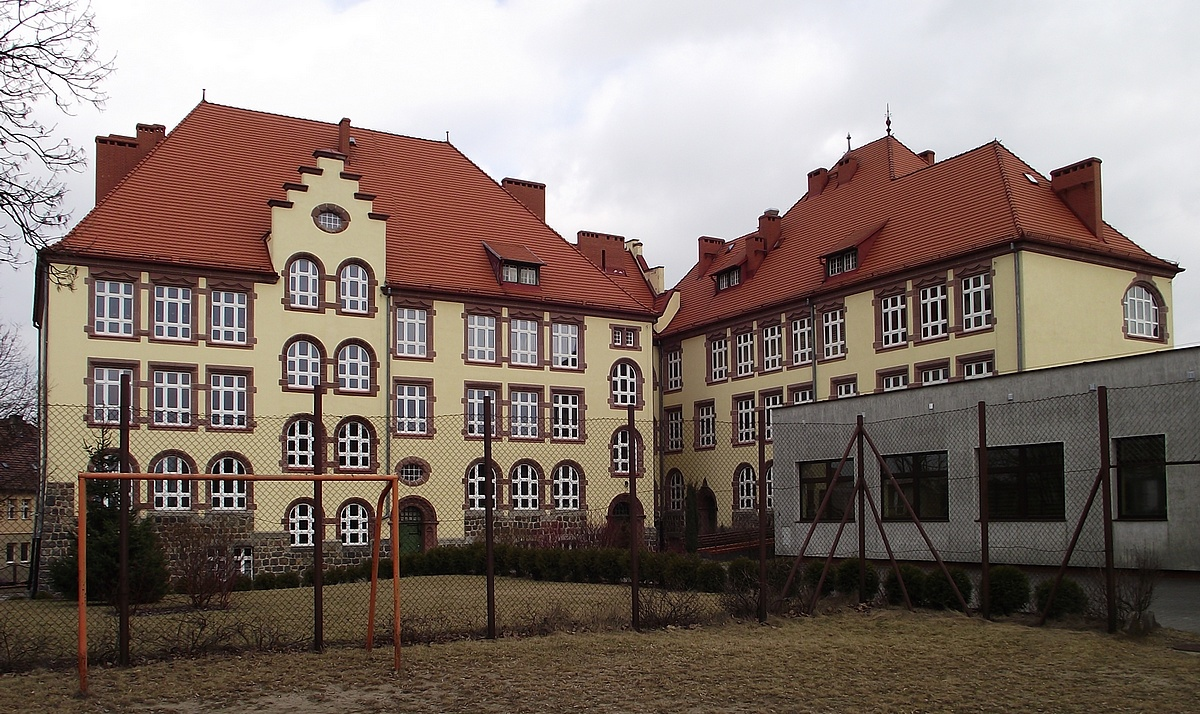
Gymnasium

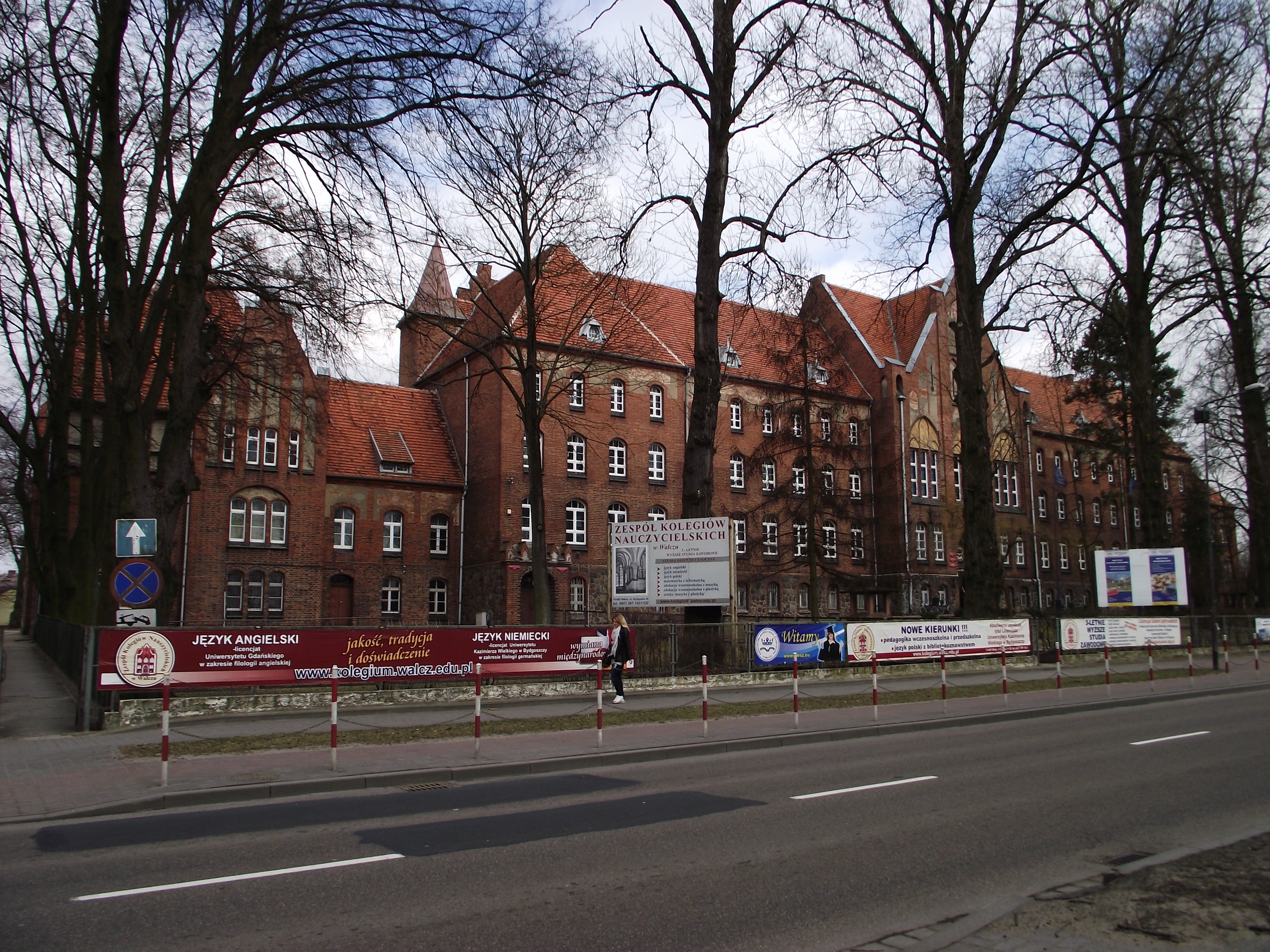
Schulgebäude

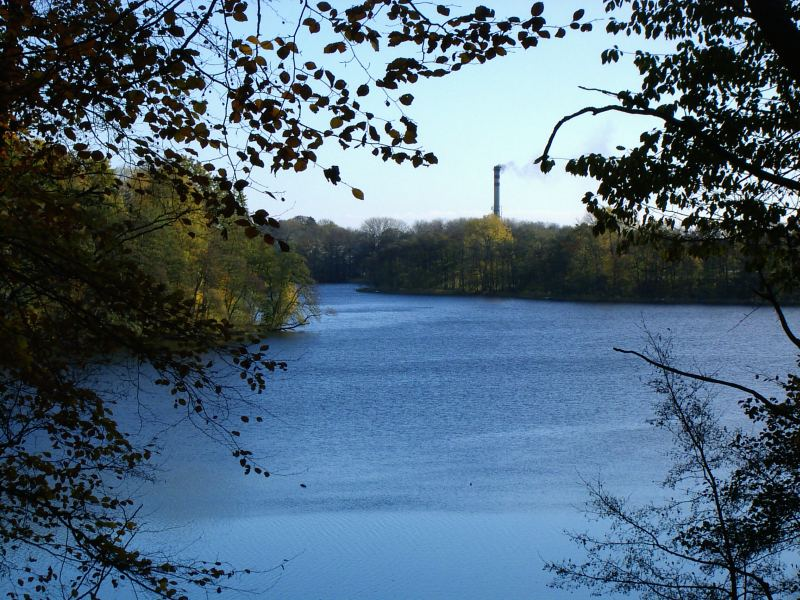
Radunsee

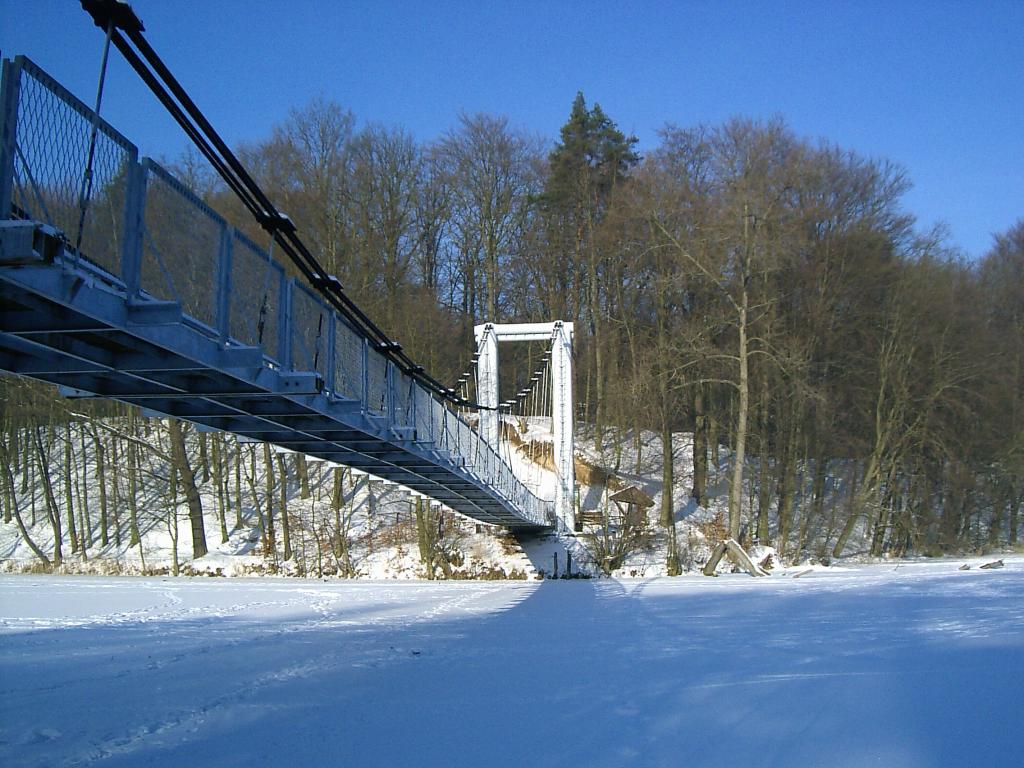
Hängebrücke über dem Radunsee zur Winterzeit

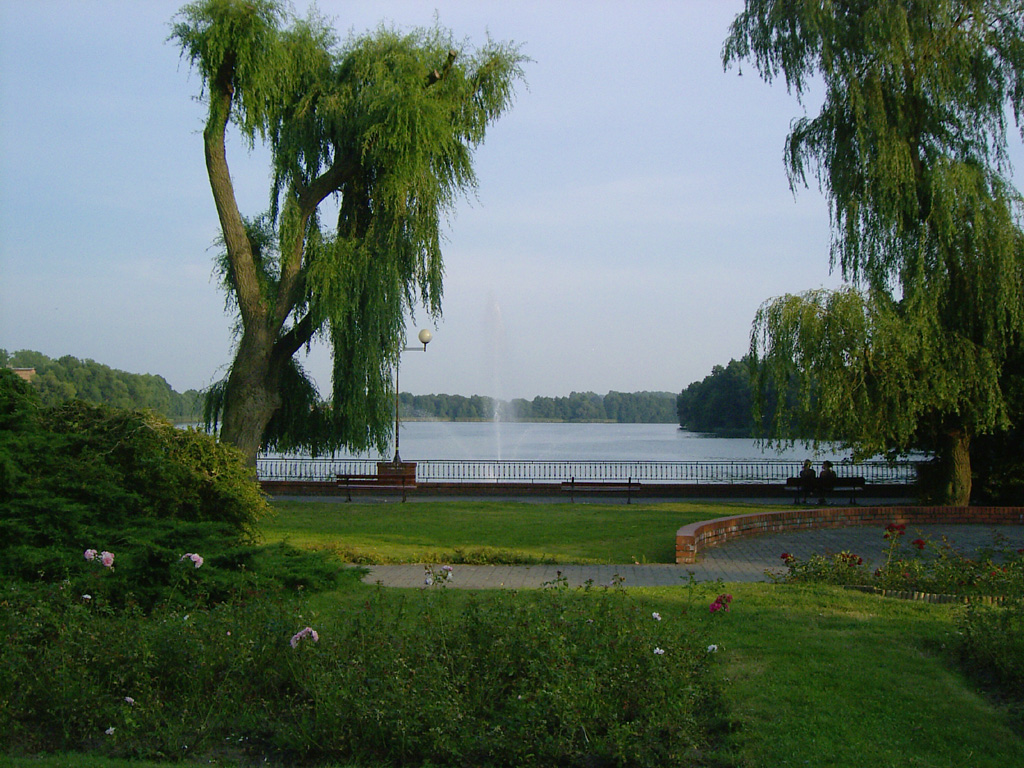
Schloss-See

In einer Schenkungsurkunde aus dem Jahre 1249 wird ein Dorf namens villa Cron erwähnt. Später vorkommende Ortsnamen sind 1303 Arnskrone, Arneskrun sive Wałcz, 1368 und 1380 Welcz, 1375 Corana oder Corona, 1672 Arnes Cron und die Crone, 1766 Deutsch Crone, als Bezeichnungen auf Neupolnisch werden 1867 Wałcz und Wałęcz genannt.
Bei dem in der Gründungsurkunde von 1249 genannten Ort villa Cron handelte sich um eine auf einer Halbinsel im Schloss-See gelegene Siedlung, die auch den slawischen Namen Wałcz trug. In dem Vertrag wurde der Ort dem Templerorden übereignet. Anfang des 14. Jahrhunderts wurden die Askanier Eigentümer der Umgebung, Grenzland zwischen Pommern und Polen, später Neumark genannt. Die gemeinsam regierenden Markgrafen Waldemar, Otto IV., Konrad und Johannes stellten am 23. April 1303 eine Urkunde aus, in der die Ritter von Schöningen und von Liebenthal mit der Gründung der Stadt „Arneskrone“, die neben der Siedlung „Walcz“ entstehen sollte, beauftragt wurden. Es war die Zeit der deutschen Ostsiedlung. 1307 wurde die gerade gegründete Stadt an die Familie Liebenow verkauft. Danach gab es immer wieder Streit mit Polen um das Kroner Land. Um des Friedens willen verkaufte es der brandenburgische Markgraf Otto der Faule 1368 an die Polen. Damit blieb Krone für 404 Jahre bei Polen, doch sicherte der polnische König der Stadt zu, dass ihr alle bei Gründung erteilten Rechte erhalten bleiben. Im 15. Jahrhundert litt die Stadt unter den andauernden Kämpfen zwischen Polen und dem Deutschen Orden. 1407 wurde Krone von Soldaten des Ordens eingeäschert und 1460 eroberten Söldner des Ordens die Stadt und vertrieben den Statthalter Hans von Wedell.
Umkämpft war auch die Einführung der Reformation. Zunächst führte Statthalter von Gorka 1535 die lutherische Lehre ein, die Polen wollten dies aber 1594 durch die Einsetzung eines katholischen Pfarrers wieder rückgängig machen. Sie scheiterten an den überwiegend deutschen Bewohnern, die den aufgezwungenen Geistlichen wieder vertrieben. Günstig für die Weiterentwicklung der Stadt wirkte sich die Verleihung der Marktrechte am 20. August 1577 durch den polnischen König Stephan aus. Zu dieser Zeit waren die meisten Einwohner Ackerbürger, die die nahe liegenden Ländereien bewirtschafteten. Dies hatte jedoch zur Folge, dass sich die Stadt nicht ausweiten konnte. Neu ankommenden Siedlern blieb daher nichts weiter übrig, sich weiter außerhalb niederzulassen. So entstand ein neuer Ort, der 1590 unter dem Namen Neustadt Wałcz ein eigenes Stadtrecht erhielt. Erst als im Dreißigjährigen Krieg das Land Krone verwüstet und die wirtschaftliche Not zum Zusammenrücken nötigte, vereinigten sich mit dem Vertrag vom 6. Mai 1658 die beiden Städte.
Durch Artikel V des Warschauer Vertrags von 1773 wurde das Kroner Land Preußen übereignet. Da es bei Bromberg bereits eine Ortschaft namens Polnisch Krone gab, erhielt die Stadt zur Unterscheidung nun den offiziellen Namen Deutsch Krone. Mit der Bildung des Kreises Deutsch Krone, zu dieser Zeit der zweitgrößte in Preußen, erhielt die Stadt dessen Verwaltungszentrum, hatte aber nur 1155 Einwohner. Nachdem 1665 bereits die Jesuiten eine recht erfolgreiche Lateinschule gegründet hatten – im Jahr 1710 wurden dort 200 Schüler unterrichtet –, durften die evangelischen Bürger 1773 eine eigene höhere Schule ins Leben rufen. Die Lyceum oder Atheneum genannte Schule der Jesuiten wurde 1781 in ein königliches Gymnasium umgewandelt. Der erste eigene evangelische Pfarrer wurde 1794 berufen, doch erst 1823 wurde mit dem Bau der evangelischen Kirche begonnen. Zu dieser Zeit hatte sich die Zahl der Einwohner auf 2500 verdoppelt. Diese Kirche wurde Dienstsitz eines Superintendenten, dessen Diözese (Kirchenkreis) Teil der altpreußischen Kirchenprovinz Westpreußen war.
Zu Beginn des 19. Jahrhunderts wurde die Stadt von mehreren großen Bränden und 1831 von einer Choleraepidemie heimgesucht; 1848/49 trat die Krankheit erneut auf. Doch machten sich auch Strukturfortschritte bemerkbar. 1828 war Deutsch Krone an die Fernstraße Berlin–Königsberg, die spätere Reichsstraße 1, angeschlossen worden und 1881 erreichte die Eisenbahn mit der Strecke Schneidemühl–Deutsch Krone die Stadt. Mit dem Bau weiterer Eisenbahnlinien entwickelte sich bis 1898 ein Eisenbahnknotenpunkt, der für einen wirtschaftlichen Aufschwung sorgte. Es entstanden Betriebe der Holz- und Metallverarbeitung, der landwirtschaftliche Handel verstärkte sich. Die Einwohnerzahl war auf 7300 angestiegen.
Nachdem die alte höhere Bürgerschule zwischenzeitlich den Status eines Gymnasiums verloren hatte, verfügte die Stadt seit Oktober 1855 wieder über ein vollständiges Gymnasium; es stand an demselben Platz, an dem sich zuletzt die von den Jesuiten im 17. Jahrhundert gegründete Lateinschule befunden hatte. Am Anfang des 20. Jahrhunderts hatte Deutsch Krone eine evangelische Kirche, eine katholische Kirche, eine Synagoge, ein Gymnasium, ein katholisches Lehrerseminar, eine Präparandenanstalt, eine Baugewerkschule, ein Amtsgericht und Gewerbebetriebe bzw. Unternehmen verschiedener Wirtschaftszweige (z. B. Eisengießerei, Maschinenbau, Spiritusbrennerei, Bierbrauerei und Holzhandel).
Tiefgreifende Veränderung brachte der Erste Weltkrieg mit sich. Die Grenzen des durch den Versailler Vertrag neu geschaffenen Polens sollten die Gebiete östlich von Deutsch Krone von Deutschland abtrennen. Erst durch Massenproteste der Bürger der betroffenen Städte wurde der gesamte Landkreis neben acht anderen wieder dem Deutschen Reich zugeschlagen. Er wurde in die neue preußische Provinz Grenzmark Posen-Westpreußen eingegliedert und kam mit deren Auflösung 1938 zur Provinz Pommern.
Die Grenzlage der Stadt bereitete der Wirtschaft erhebliche Schwierigkeiten. Durch die Umsiedelung der Bewohner aus den nunmehr polnischen Gebieten strömten etwa 3000 Menschen in die Stadt. Erst in den 1920er Jahren entstanden mehrere Neubausiedlungen, in denen die Neuankömmlinge eine neue Heimat fanden. Da die Stadt jetzt Grenzstadt war, wurde sie 1932 zur Festung erklärt. Die Wehrmacht verlegte 1935 eine Artillerie-Abteilung in die Stadt. Die letzte deutsche Volkszählung ermittelte 1939 14.941 Einwohner.
Um 1930 hatte die Stadt dreizehn Wohnplätze:
- Deutsch Krone
- Elsenfeld
- Forsthaus Klotzow
- Forsthaus Mittelfurth
- Forsthaus Moritzhof
- Forsthaus Sagemühler Fichten
- Johannisthal
- Mariensee
- Probsteivorwerk
- Schützenvorwerk
- Stadtgut
- Stadtmühl
- Wilhelmshorst

Im Zweiten Weltkrieg wurden in der Stadt mehrere Lazarette eingerichtet bzw. neu gebaut und eine Marine-Ausbildungseinheit stationiert. 1944 mussten die arbeitsfähigen Bürger an der Verstärkung der so genannten Pommernstellung, einem System von Betonbunkern und Panzersperren, mitarbeiten. Im Januar 1945 wurden die Einwohner von Deutsch Krone aufgefordert, die Stadt zu verlassen. Sie sollten in der 200 Kilometer westlich liegenden Stadt Demmin aufgenommen werden, die dem Ansturm jedoch nicht gewachsen war, so dass viele der Flüchtlinge weiter nach Westen ziehen mussten.
Am 12. Februar 1945 wurde Deutsch Krone von der Roten Armee besetzt. Nach Beendigung der Kampfhandlungen 1945 wurde Deutsch Krone seitens der sowjetischen Besatzungsmacht zusammen mit ganz Hinterpommern und der südlichen Hälfte Ostpreußens – militärische Sperrgebiete ausgenommen – der Volksrepublik Polen zur Verwaltung überlassen. Es wanderten nun Polen zu, und Deutsch Krone wurde unter der Ortsbezeichnung Wałcz verwaltet. In der Folgezeit wurde die einheimische Bevölkerung von der polnischen Administration aus Deutsch Krone vertrieben.

## Sehenswürdigkeiten
- Die seit 1945 katholische St.-Antonius-Kirche wurde von 1900 bis 1903 von der evangelischen Gemeinde im neugotischen Stil erbaut.
- Die katholische St.-Nikolaus-Kirche wurde von 1863 bis 1865 im neugotischen Stil erbaut.
- Die Orthodoxe Kirche der Heiligen Dreifaltigkeit, ein Rundbau in neuromanischer Backsteinarchitektur, wurde als evangelische Friedhofskapelle Ende des 19. Jahrhunderts errichtet und wird seit 1947 von der orthodoxen Gemeinde genutzt.
- Das Rathaus von Wałcz wurde 1890 in historistischer Architektur erbaut.
- Das Hauptgebäude der Post wurde 1895 im neugotischen Stil errichtet

### Demographie
| Jahr | Einwohner | Anmerkungen |
| ---- | --------- | --- |
| 1783 | 01448     | davon 321 Juden |
| 1802 | 02370     | [ 12 ] |
| 1804 | 02423     | davon 1817 Christen und 606 Juden |
| 1810 | 02544     | [ 12 ] |
| 1816 | 02093     | davon 548 Evangelische, 1005 Katholiken und 540 Juden |
| 1821 | 02425     | ; davon 500 Protestanten |
| 1839 | 03157     | davon 1531 Katholiken, 1100 Protestanten und 526 Juden |
| 1854 | 03854     | [ 7 ] |
| 1864 | 05791     | darunter 2732 Evangelische und 2675 Katholiken |
| 1875 | 06064     | [ 14 ] |
| 1880 | 06568     | [ 14 ] |
| 1890 | 06964     | davon 3426 Evangelische, 3044 Katholiken und 492 Juden |
| 1900 | 07278     | zur Hälfte Katholiken |
| 1905 | 07516     | [ 15 ] |
| 1925 | 10.577    | davon 5727 Evangelische, 4526 Katholiken, 240 Juden, sieben Einwohner ohne religiöses Bekenntnis und 77 Einwohner unbekannter Religionszugehörigkeit; nach anderen Angaben 10.580 Einwohner, vorwiegend Protestanten, 4530 Katholiken und 240 Juden |
| 1933 | 10.762    | davon 5957 Evangelische, 4555 Katholiken und 232 Juden |
| 1939 | 13.359    | davon 7900 Evangelische, 5175 Katholiken, neun sonstige Christen und 56 Juden |

Einwohnerzahlen seit Ende des Zweiten Weltkriegs
| Jahr | Einwohner |
| ---- | --------- |
| 2010 | 25.942    |

## Verkehr
Der ÖPNV in Wałcz ist seit April 2024 kostenlos.

## Städtepartnerschaften
- Bad Essen (Deutschland, Niedersachsen)
- Bailleul (Frankreich, Département Nord)
- Kyritz (Deutschland, Brandenburg)
- Werne (Deutschland, Nordrhein-Westfalen)

Die Städte Bailleul, Kyritz, Wałcz und Werne haben alle untereinander mit den jeweils anderen Partnerschaften abgeschlossen.

## Persönlichkeiten

### Söhne und Töchter des Ortes
- Cäsar Wilhelm Alexander Krause (1807–1862), evangelisch-lutherischer Geistlicher, Hauptpastor in Hamburg
- Max Schasler (1819–1903), Philosoph, Linguist und Kunstkritiker
- Samuel Apolant (1823–1898), Rabbiner
- Georg Malkowsky (1851–1921), Kunstpublizist
- Eduard Geiger (1854–1922), Verwaltungsjurist und Politiker
- Arthur Mallison (1854–1929), Verwaltungsjurist und Eisenbahndirektionspräsident
- Rudolph Wilde (1857–1910), Kommunalpolitiker und Oberbürgermeister von Schöneberg
- Ludwig Riess (1861–1928), Historiker
- Arnold Wahnschaffe (1865–1941), Beamter, von 1909 bis 1917 Chef der Reichskanzlei
- Ernst Jaffé (1873–1916), Kunsthistoriker
- Edmund Löns (1880–1964), Forstmann und Kynologe
- Friedrich-Carl von Steinkeller (1896–1981), Offizier
- Günter Rossow (1913–1992), Bildhauer
- Friedrich Lotter (1924–2014), Historiker
- Godela Habel (1929–2022), Malerin
- Burkhard Ritz (1931–2025), Landwirt und Politiker (CDU)
- Renate Pichler (1937–2019), Synchronsprecherin und Schauspielerin
- Jürgen Walter (* 1940), deutscher Radsportler
- Rainer Pitschas (* 1944), deutscher Rechtswissenschaftler und Hochschullehrer
- Achim Schülke (* 1944), deutscher Schauspieler, Synchron- und Hörspielsprecher
- Jan Kozłowski (* 1946), polnischer Politiker
- Anna Bukis (* 1953), polnische Mittelstreckenläuferin
- Paweł Suski (* 1964), polnischer Politiker
- Krzysztof Głowacki (* 1986), polnischer Boxer

### Mit Deutsch Krone / Wałcz verbunden
- Hermann Löns (1866–1914), deutscher Journalist und Schriftsteller, lebte in seiner Jugend von 1867 bis 1884 in Deutsch-Krone, wo sein Vater Gymnasiallehrer war (Gedenktafel am Haus Ul. Bankowa 21)
- Ernst Sauer (1799–1873), deutscher Orgelbauer, betrieb eine Orgelwerkstatt in Deutsch Krone
- Karl Theodor Wilhelm Weierstraß (1815–1897), deutscher Mathematiker, von 1843 bis 1848 Gymnasialprofessor in Deutsch-Krone

## Verkehr

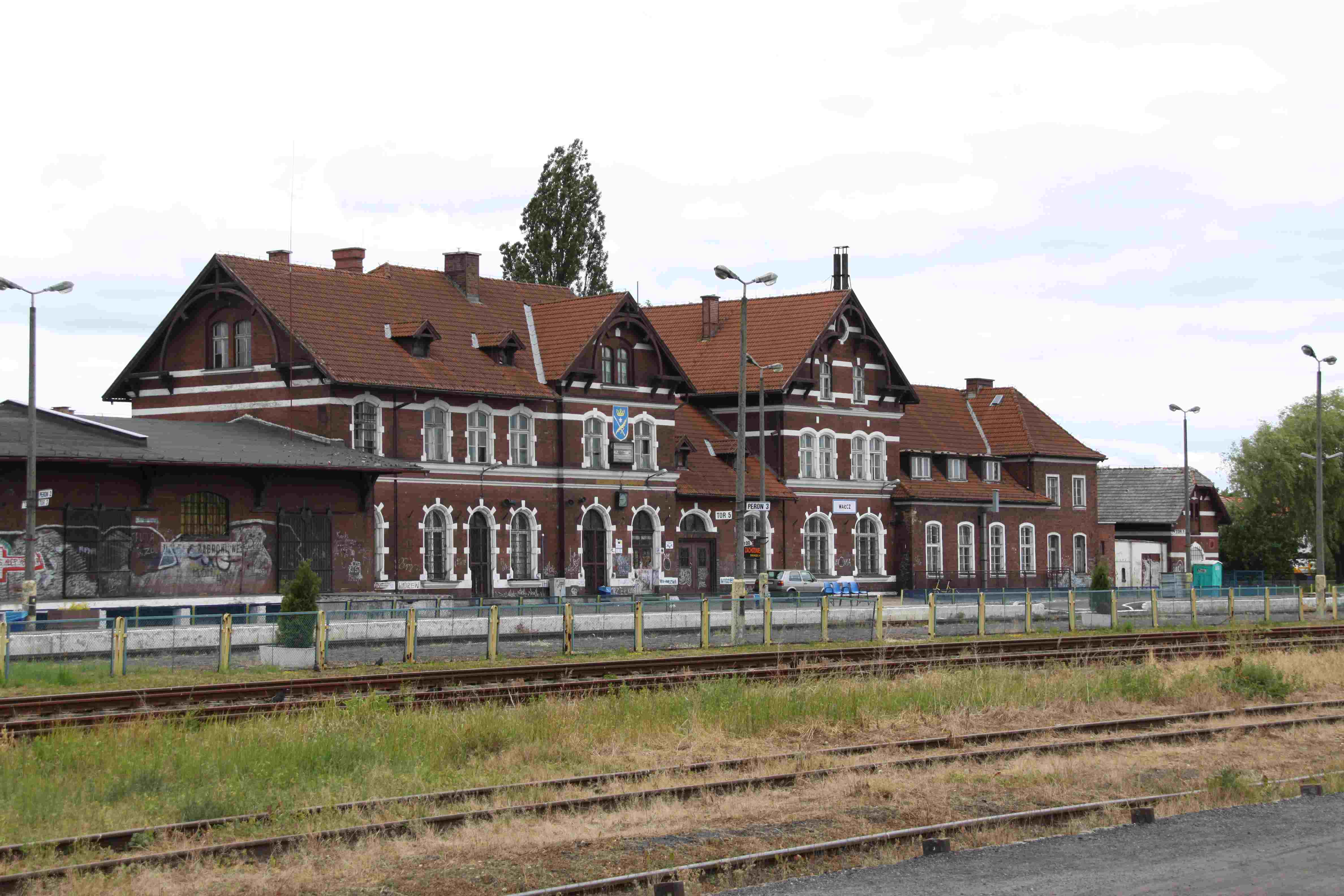
Bahnhof Wałcz (2010)

Bis 1945 führte durch Deutsch Krone die Reichsstraße R 1, die von Aachen über Potsdam und Berlin nach Königsberg (Preußen) und Eydtkuhnen führte.
Die Stadt liegt an der Bahnstrecke Piła–Ulikowo (Schneidemühl–Wulkow [Pom.]), die von Ulikowo weiter nach Stargard führt. Es gibt täglich vier durchgehende Regionalzüge von Stettin über Stargard nach Piła Glowna (Schneidemühl) und zurück sowie weitere Züge zwischen Walcz und Piła Glowna. Güterverkehr besteht zu einem Tanklager.